# Takumi Shibano
Takumi Shibano (柴野 拓美 Shibano Takumi?,  Ishikawa, 27 de octubre de 1926 - 16 de enero de 2010) fue un escritor y traductor japonés de ciencia ficción y literatura infantil.
Comenzó su carrera en 1957 al unirse al primer fanzine japonés de ciencia ficción Uchūjin (宇宙尘) que se publicaba con una periodicidad mensual. Muchos autores consagrados del género comenzaron su carrera aquí, entre los que se encuentran Shinichi Hoshi, Sakyo Komatsu, Mitsuse Ryu y Yasutaka Tsutsui.
Desde la década de 1970, tradujo desde el inglés al japonés con el seudónimo de Rei Kozumi (小隅黎, Kozumi Rei) 60 novelas de ciencia ficción, incluyendo la serie Lensman de E. E. Smith y la serie Ringworld de Larry Niven. Con el mismo alias escribió tres libros destinados al mercado infantil: Superhuman ‘Plus X’ (1969), Operation Moonjet (1969) y Revolt in North Pole City (1977), además, fue el autor principal de The World of Popular Literature (1978).

## Obras selectas
- Report on Japanese Science Fiction (1968)
- Poul Anderson: The Avatar of Science Fiction (2001)
- Tetsu Yano: Our Grand Old Man (2004)
- Collective Reason: A Proposal (2007), como Shibano Takumi.

Ensayos
- Letter (en Locus #393) (1993)
- Letter (en Locus #500) (2002)